# Nelly la Gigolette
Nelly La Gigolette est un film italien muet réalisé par Emilio Ghione, sorti en 1915.

## Fiche technique
- Titre original : Nelly la gigolette o la danzatrice della taverna nera
- Réalisation : Emilio Ghione
- Scénario :  Emilio Ghione
- Directeur de la photographie : Alberto G. Carta
- Décorateur : Alfredo Manzi
- Pays de production :  Royaume d'Italie
- Longueur : 1 459 mètres
- Format : Noir et blanc - 1,33:1 - Muet
- Dates de sortie : 
  - Royaume d'Italie : janvier 1915
  - Suède : 1er novembre 1915
  - Empire du Japon : 20 avril 1918

## Distribution
- Carlo Benetti
- Olga Benetti
- Francesca Bertini
- Alberto Collo
- Emilio Ghione